# IC 1125
IC 1125 — галактика типу SBdm (карликова спіральна витягнута галактика) у сузір'ї Змія.
Цей об'єкт міститься в оригінальній редакції індексного каталогу.